# Centre sportif international Moi
Le Centre sportif international Moi, est un stade polyvalent situé à Kasarani, au Kenya. Il a été construit en 1987 pour les Jeux africains qui se sont tenus à Nairobi. Les installations comprennent un stade de 60 000 places avec une piste d'athlétisme et un terrain utilisé pour le football et le rugby à XV, une piscine de taille compétitive, une arène couverte et un hôtel d'une capacité de 108 lits. Situé à 1 612 mètres d'altitude, il se trouve à un peu plus d'1 mile d'altitude.
Le stade a été fermé en janvier 2010 pour des travaux de rénovation d'une valeur de 900 millions de KSh financés par une subvention au gouvernement du Kenya par le gouvernement chinois. La société chinoise Sheng Li Engineering Construction Company a été chargée de mener les rénovations et le stade a rouvert ses portes en mars 2012 une fois les rénovations terminées.
En avril et mai 2014, après les attentats terroristes de Nairobi et Mombasa, le stade principal a été utilisé comme centre de dépistage dans le cadre de l'opération « Usalama Watch », au cours de laquelle des milliers de personnes ont été arrêtées par la police kenyane. Le stade a accueilli les Championnats du monde d'athlétisme jeunesse 2017 et les Championnats du monde juniors d'athlétisme 2021.